# Кінгсбері (Невада)
Кінгсбері (англ. Kingsbury) — переписна місцевість (CDP) в США, в окрузі Дуглас штату Невада. Населення — 2313 особи (2020).

## Географія
Кінгсбері розташоване за координатами 38°59′27″ пн. ш. 119°53′1″ зх. д. / 38.99083° пн. ш. 119.88361° зх. д. (38.990927, -119.883673).  За даними Бюро перепису населення США в 2010 році переписна місцевість мала площу 56,49 км², уся площа — суходіл.

## Демографія
Згідно з переписом 2010 року, у переписній місцевості мешкали 2152 особи в 1038 домогосподарствах у складі 549 родин. Густота населення становила 38 осіб/км².  Було 1868 помешкань (33/км²).
Расовий склад населення:
| - 91,0 % — білих - 2,0 % — азіатів - 0,6 % — корінних американців - 0,4 % — чорних або афроамериканців - 0,3 % — вихідців з тихоокеанських островів - 2,6 % — осіб інших рас |

До двох чи більше рас належало 3,1 %. Частка іспаномовних становила 7,9 % від усіх жителів.
За віковим діапазоном населення розподілялося таким чином: 14,7 % — особи молодші 18 років, 72,1 % — особи у віці 18—64 років, 13,2 % — особи у віці 65 років та старші. Медіана віку мешканця становила 47,7 року. На 100 осіб жіночої статі у переписній місцевості припадало 134,9 чоловіків;  на 100 жінок у віці від 18 років та старших — 132,7 чоловіків також старших 18 років.
Середній дохід на одне домашнє господарство  становив 80 568 доларів США (медіана — 64 347), а середній дохід на одну сім'ю — 97 538 доларів (медіана — 90 809). Медіана доходів становила 61 573 долари для чоловіків та 41 324 долари для жінок. За межею бідності перебувало 5,8 % осіб, у тому числі 0,0 % дітей у віці до 18 років та 4,3 % осіб у віці 65 років та старших.
Цивільне працевлаштоване населення становило 1107 осіб. Основні галузі зайнятості: мистецтво, розваги та відпочинок — 31,3 %, науковці, спеціалісти, менеджери — 14,7 %, фінанси, страхування та нерухомість — 8,4 %, освіта, охорона здоров'я та соціальна допомога — 7,9 %.